# Seiki Nose
Seiki Nose (né le 10 août 1952) est un judoka japonais. Il participe aux Jeux olympiques d'été de 1984 dans la catégorie des poids moyens et remporte la médaille de bronze.

## Palmarès

### Jeux olympiques
- Jeux olympiques de 1984 à Los Angeles,  États-Unis
  -  Médaille de bronze